# Florian Kaiper
Florian Kaiper (* 26. Mai 1995 in Wien)  ist ein österreichischer Handballspieler.

## Karriere
Der gebürtige Wiener begann in seiner Jugend, bei Union West Wien Handball zu spielen. Als Jugendspieler war Kaiper außerdem Teil der Jugend-Auswahl des Wiener Handballverbandes, wo er unter anderem mit späteren Teamkollegen wie Sebastian Frimmel oder Julian Ranftl spielte. Des Weiteren war der Torwart Teil des Junioren-Nationalteams, welches 2014 den 6. Platz bei der Junioreneuropameisterschaften erreichte. Den Einstieg in den Männerhandball machte Kaiper bei der SG Handball West Wien. Mit der SG Handball West Wien spielte der Torhüter bereits mehrmals in der EHF-Cup-Qualifikation mit, wobei das Erreichen der zweiten Runde in der Saison 2017/18 der bisher größte Erfolg war. 2022/23 sicherte sich Kaiper mit der SG Handball Westwien den Meistertitel in der Handball Liga Austria.
2023/24 und 2024/25 lief er für den HC Linz AG auf. In seiner ersten Saison mit den Oberösterreichern konnte er sich den zweiten Meistertitel in seiner Karriere sichern.
Bei der Weltmeisterschaft 2025 kam er in sechs Spielen zum Einsatz und belegte mit der Auswahl den 17. Platz.

## Erfolge
- SG Handball Westwien
  - 1× Österreichischer Meister 2022/23
- HC Linz AG
  - 1× Österreichischer Meister 2023/24